# Kszenyija Anatoljevna Szobcsak
Kszenyija Anatoljevna Szobcsak (oroszul: Ксения Анатольевна Собчак; Leningrád, Szovjetunió, 1981. november 5. –) oroszországi tévés és rádiós  műsorvezető, újságíró, közéleti szereplő, színésznő.
Ismert a Dom-2 valóságshow (TNT), a Szőke nő a csokoládéban tévésorozat (Muz-TV), az "Utolsó hős"  valóságshow (Pervij kanal), valamint Goszped 2 (Sznob Média)  és a Szobcsak élőben talkshow kapcsán, a Barabaka és Szürke Farkas című műsort vezeti Szergej Kalvarszkijjal együtt a Szerebrjanij dozsgy rádióállomáson.
Tagja volt az Oroszországi Ellenzék Koordinációs Tanácsának (2012. október 22. – 2013. október 19.)
2017. október 18-án bejelentette részvételi szándékát az elnökválasztáson.  A 2018. március 18-án lebonyolított választáson a szavazatok 1,66 százalékát kapta.
Anatolij Alekszandrovics Szobcsak (Szentpétervár polgármestere 1991–1996) és Ljudmila Naruszova lánya.

## Élete
1981. november 5-én született a jogász Anatolij Alekszandrovics Szobcsak (1991-1996. Szentpétervári polgármester) és a történész Ljudmila Boriszovna Naruszova gyermekeként. 
Keresztapja Gurij atya volt, aki akkoriban az Alekszandro-Nyevszkij kolostorban szolgált.
Gyermekként a Mariinszkij Színházban balettozott, és az Ermitázsban tanult festeni. A 185-ös számú középiskolában tanult angol tagozaton.
A Herzen Állami Pedagógiai Egyetemen diplomázott. 1998-tól a Szentpétervári Állami Egyetem Nemzetközi Kapcsolatok karán tanult. 2000-ben Moszkvába költözött, és a Nemzetközi Kapcsolatok Intézetében (MGIMO) folytatta tanulmányait. 2002-ben főiskolai diplomát szerzett, 2004-ben a Moszkvai Nemzetközi Politikatudományi Intézetben kiváló eredménnyel diplomázott (a diploma témája: A francia és az oroszországi elnökségi intézmények összehasonlító elemzése). A diploma megszerzése után párhuzamosan további televíziós és egyéb projektekben való részvételt és tanulmányainak folytatását tervezte.
Beszél angolul, franciául és spanyolul.
Első férjével, a színész és rendező Maxim Vitorgannal 2013 februárjában titokban házasodtak össze. 2016. november 18-án született fiuk, Platon.

2019. szeptember 13-án kötött házasságot második férjével, Konsztantyin Bogomolov rendezővel. Az esküvőn a köszöntőt Dmitrij Peszkov, Vlagyimir Putyin szóvivője mondta el.
2022. októberében Oroszországból Litvániába menekült. Az orosz biztonsági szolgálatok parancsot kaptak a letartóztatására, mert gyanúsított egy zsarolási ügyben, melyben Kirill Szuhanov médiatulajdonos a vádlott, akit már börtönbe zártak. Miután repülőjegyeket vett Isztambulon keresztül Dubajba, október 24-én gyalogosan átlépte a fehérorosz-litván határt.

## Karrier

### Televízió, rádió
2004-től Ház-2 valóságshow-t vezette a TNT csatornán Kszenyija Borogyinával együtt (majd Olga Buzova csatlakozott hozzájuk), de 2012 nyarán nem újította meg a szerződést a tv-társasággal, és elhagyta a show-t.
Vezette a következő tévé műsorokat: Ki nem akar milliomos lenni? a TNT csatornán (2008), Az utolsó hős a (Pervij Kanal csatornán (2008—2009), a Szőke nő a csokoládéban a Muz-TV csatornán (2006-2009). 2009-ben ő is vezette a Két csillag című műsort a Pervij kanal csatornán. 2008-ban és 2010-ben Ivan Urganttal együtt vezette a Muz-TV Prémium című díjkiosztó gálaműsorát.
2011 novemberétől napjainkig Szergej Kavarszkijjal vezeti a Barabaka és a szürke farkas című műsort ugyanott. 2010 március 15-től A gondolat szabadsága című műsort vezette a Pjatij kanal csatornán, de rövid időn belül beszüntette a tevékenységét a csatornánál, mivel Szobcsak szavai szerint szinte kizárólag lakhatási problémákról esett szó.
2010 október 23-tól részt vett a Lányok című szórakoztató műsorban a Rosszija 1 csatornán. Távozásához innen több botrány is hozzájárult, valamint az, hogy indoklása szerintː „Az orosz nők nem tudnak nevetni saját magukon”.
2011-től 2012-ig a Topmodell oroszul című műsort vezette, de a műsort Irina Sejk modell vette át tőle. Ugyanebben az évben lett a Nagy különbség Odesszában paródia fesztivál zsűrijének tagja volt.
2011-ben a Házasodjunk össze műsort vezette az SZTB csatornán, Ukrajnában. 2012 februárja óta vezeti a Szobcsak élőben című műsort, amelyben ismert személyiségek vesznek részt.
2012 februárja óta vezeti a Külügyek Kszenyija Szobcsakkal című talkshow̟-t az MTV Rosszija csatornán. A műsor megszüntetését az első adás után az alacsony nézettséggel magyarázták. Később a műsort Sznob folyóirat weboldala, az RBK csatorna és a Dozsgy csatorna a sugározta. A műsor utolsó adása 2013-ban készült.
2012 áprilisától a Fő téma című műsort vezette a grúz PIK csatornán.
A Dozsgy csatorna tudósítója volt 2014. december 18-án Vlagyimir Putyin nagy sajtókonferenciáján. 2012 július 1-én kilépett a Dom-2 projektből a TNT csatornán, július 23-án pedig a Muz-TV bontott vele szerződést. 2013-tól 2014-ig az Ügylet című műsort vezette a Pjatnyica csatornán.
2015-ben az Éttermek csatája című show-t vezette a Pjatnyica csatornán.
A Muz-TV díjkiosztó gáláit vezette: 2007-2008, 2010-2011, 2014-2017 2017 szeptemberétől a Csillagok új gyára című műsort vezette a Muz-TV-n.
2017 októberében vált ismertté, hogy Szobcsak egy Anatolij Szobcsak születésének 80. évfordulójára készült dokumentumfilmen dolgozik. A filmben megszólal többek között Oroszország elnöke (és Anatolij Szobcsak egykori munkatársa), Vlagyimir Putyin is.
2017 október 22-én az Új orosz szenzációk című műsor hősnője volt az NTV csatornán.
A vita területe című műsort vezette a TV-3 csatornán 2007 novemberétől, és Anton Kraszovszkijjal együtt a Meg tudjuk ismételni szórakoztató műsort a Pjatnyica csatornán.
2018 október 20. és december 22. között a MUZ-TV televízió csatornán lezajlott a Szobcsak nem hisz a könnyeknek valóságshow, melynek célja az volt, hogy Szobcsak részére asszisztenst találjanak.

### Sajtó
2012 május 28-án az SNC (korábban Sex and the City) női magazin főszerkesztője lett. 2014 decemberében elhagyta ezt a pozíciót.
2014 október a L’Officiel divat magazin főszerkesztője lett.

## Közéleti tevékenység
2011-ben az Állami Duma megválasztása után, melyen az Egységes Oroszország Párt nyert, Szobcsak támogatta a választási csalások elleni tiltakozó akciókat. December 10-én részt vett a Bolotnaja téren megrendezett tüntetésen, december 24-én pedig felszólalt a Szaharov sugárúton tartott tüntetésen. Januárban a tíz legbefolyásosabb nő közé választották az Eho Moszkvi rádióállomás és az Interfax és a RIA hírügynökség valamint az Ogonyok magazin által szervezett szavazáson.
A 2012 március 4-i elnökválasztás után, melyet Vlagyimir Putyin nyert meg, március 10-én felszólalt "Tisztességes választásokat" tüntetésen az Új Arbaton. Április 14-én Asztrahanyban szólalt fel egy tüntetésen Oleg Sein expolgármester-jelölt mellett, aki nem ismerte el a polgármesteri választás eredményét. A "Milliók menete" elnevezésű akció keretén belül a Bolotnoj téren május 6-án rendezett akcióban tudatosan nem vett részt, mert - ahogy ezt a következő napon közölte - úgy gondolta, hogy az akció a radikalizálódást fogja szolgálni.
De már május 8-án csatlakozott az ellenzéki táborhoz a Csisztoprud bulváron. Mivel kiszorították őket a Csisztoprud bulvárról, az ellenzék a Puskin téren gyülekezett de a Nyikitszkij kapunál Kszenyija Szobcsakot és Alekszej Navalnijt letartóztatták. Ezek után Szobcsak a twitteren megírta, hogy változott a véleménye a tiltakozás radikalizálódásáról. Szabadulása után éjjel Szobcsak a Kudrinszkaja térre ment, ahol ismét gyülekeztek az ellenzékiek.
Májusban vált ismertté, hogy Szobcsak nevét kihúzták a Muz-TV jubileumi díjkiosztó gála műsorvezetői közül, és a TEFI-díj átadásról is mellőzték, ahol a Legjobb riporter címre volt jelölve. Szobcsak véleménye szerint ez politikai okok miatt történt.
2012 június 12-én Szobcsak lakásán házkutatást tartottak. Ügyvédje, Genri Reznyik szerint, a házkutatást az Oroszországi Föderáció Nyomozó Bizottságának azzal a feltételezésével kapcsolatban folytatták le, hogy az ellenzéki Ilja Jasin gyakorlatilag ebben a lakásban él. Szobcsak felháborodását fejezte ki amiatt, hogy a nyomozók nevetgélve olvasták fel hangosan a személyes leveleit, és kijelentette: "Soha nem gondoltam, hogy visszatérünk az elnyomás országába. Erre az incidensre reagálva június 15-én az egyik ellenzéki vezető, az Állami Duma képviselője, Ilja Ponomarjov felszólította Szobcsakot, hogy tartsa távol magát az ellenzéki mozgalom szervezeteitől. Ponomarjov azzal indokolta a kérését, hogy ez a büntetőügy a Bolotnaja téri zavargásokkal párhuzamosan, valamint Szobcsak vagyona ne vessen árnyékot az ellenzékre, és ne vonja el a közélet figyelmét a tiltakozók tényleges tevékenységeiről. Sobcsak azt válaszolta, hogy semmilyen vezető szerepet nem kíván játszani a tiltakozó mozgalomban. Szeptember 27-én az Oroszországi Föderáció Nyomozó Hivatala úgy döntött, hogy visszaszolgáltatja Sobcsaknak a májusi házkutatás során lefoglalt pénzt, 1 108 420 eurót, 522 392 dollárt és 485 325 rubelt. A nyomozás során lefolytatott kamarai ellenőrzés nem állapított meg adóhiányt.
2012 szeptember 17-én jelöltette magát tagnak az Oroszországi Ellenzék Koordinációs Tanácsába. Tíz másik ellenzéki aktivistával együtt nyilatkozatot adott ki, melyben arról volt szó, hogy mivel a hatalom és a társadalom közötti szembenállás erőszakos formát öltött, átfogó politikai reformra van szükség. 2012 október 22-én a Koordinációs Tanács tagjainak választásakor 32 500 szavazatot kapott, így a negyedik helyen végzett, Alekszej Navalnij, Dmitrij Bikov és Garri Kaszparov után. 2013 október 19-én a tanács beszüntette a tevékenységét.
Február 25-én a 2015. február 27-én meggyilkolt Borisz Nyemcov emlékére szervezett menet élén  menetelt.

Kszenyija Szobcsak a Borisz Nyemcov emlékére rendezett menet élén. 2018. február 25.

2018 március 15-én Dmitrij Gudkov volt parlamenti képviselővel új párt alapítását jelentették be. A követőikkel megrendezett találkozón Szobcsak és Gudkov arról beszélt, hogy a párt soraiba várnak minden demokratát.

## Elnökválasztás (2018)
A jelölés mérlegelése 2017 júliusában kezdődött, a finanszírozási lehetőségek kutatásával.
2017 szeptemberében számos médium arról számolt be, hogy Kszenyija Szobcsak a 2018-as soron következő elnökválasztáson való részvétele az elnöki adminisztráció jóváhagyásával történik. Szobcsak ezeket lejáratási kísérleteknek nevezte.
Szobcsak lehetséges választási részvételét Alekszej Navalnij kritizálta, aki szerint Szobcsak egy „karikatúra liberális jelölt”. Szobcsak több posztban is hatalommániával, képmutatással, összehangolatlan akciók szervezésével és az ellenzéki egység szétverésével vádolta Navalnijt, ugyanakkor felajánlotta, hogy egyesítsék erőiket.
2017. október 18-án Szobcsak hivatalosan bejelentette, hogy részt kíván venni a 2018-as elnökválasztáson, nyilvánosságra és létre hozta a Собчак против всех (Szobcsak mindenki ellen) weboldalt. Szobcsak megerősítette, hogy szándékáról előzetesen tájékoztatta az orosz elnököt, Vlagyimir Putyint amikor interjút készített vele az édesapjáról, Anatolij Szobcsakról szóló dokumentumfilmhez, és kijelentette, hogy készen áll arra, hogy visszavonja jelöltségét, ha engedélyezik Alekszej Navalnij jelöltségét.
2017 októberének közepén bejelentésre került, hogy Szobcsakot a Гражданская инициатива (Civil Kezdeményezés) párt jelöli, így 300 ezer helyett csak 100 ezer aláírást kellett összegyűjtenie a jelöltséghez.
2017. december 26-án a Központi Választási Bizottság a Civil Kezdeményezés párt által előterjesztett dokumentumok felülvizsgálatát követően engedélyt adott arra, hogy Szobcsak számlát nyisson a választási alap létrehozására.
Szobcsak – a választási kampány részeként – 2018. január 17-én Omszkba látogatott. 
Találkozott a vele azonos elveket valló emberekkel, nyílt fórumot tartott a választópolgárok részére, beszélt a regionális üzleti élet képviselőivel, és megtekintette az omladozó 4. számú gyermekorvosi rendelőt.
2018. január 28-án Csecsenföldre látogatott. Groznij központjában virágot helyezett el az életüket a szólásszabadságért áldozó újságírók emlékművénél.
Január 31-én a kampánystáb kíséretében a  Központi Választási Bizottságnak leadott az önkéntesek által 1 hónap alatt összegyűjtött 140  201 aláírást, mellyel a választók az elnökjelöltségét támogatják.
Február 3-án a szülővárosában, Szentpéterváron találkozott ottani híveivel, akiknek édesapja politikai tevékenységéről, az ország előtt álló elengedhetetlen változásokról és a választáson való részvétel szükségességéről beszélt.
Február 6-án Washingtonban, a Stratégiai és Nemzetközi Tanulmányok Központjában beszédet tartott az oroszországi politikai helyzetről.
Február 14-én kérvényezte a Legfelsőbb Bíróságnál, hogy Putyin elnök jelöltségét vonják vissza. Indoklásként rámutatott, hogy Putyin már háromszor töltötte be ezt a tisztséget. A Legfelsőbb Bíróság február 16-án elutasította  a kérelmet.
A 2018. március 18-án lebonyolított választáson Kszenyija Szobcsak a szavazatok 1,66 százalékát kapta.